# António José Lampreia
António José Lopes Lampreia (Setúbal, 29 de janeiro de 1929 – Lisboa, 20 de dezembro de 2003), mais conhecido por António José, foi um letrista português.

## Percurso
António José Lopes Lampreia nasceu em Setúbal no dia 29 de janeiro de 1929. Começou por ser cantor tendo gravado 4 discos (o disco "A Feira da Vida" e canções em 3 discos de "Melodias de Sempre") mas depressa optou por se dedicar apenas à escrita de letras para canções.
Fez parte do Quarteto Scalabis, composto por Carlos Walter, Carlos Fernandes e o viola José Nunes, apresentando-se no Clube Radiofónico de Portugal, com actuações regulares onde interpretavam músicas portuguesas e brasileiras. 
O seu primeiro êxito foi "Rua sem Luz", em 1959, composto em parceria com Nóbrega e Sousa, para a voz de Maria de Fátima Bravo.
Em Julho de 1968, no 8º Festival da Canção Portuguesa, na Figueira da Foz, venceu a canção "Olhos de Veludo", com música de Ferrer Trindade e letra de António José, sendo seu intérprete Artur Garcia. 
Versos da sua autoria foram gravados no Brasil por Agostinho dos Santos, Fafá de Belém e Carlos José, cuja canção chegou a dar título ao álbum "Sombras na Madrugada". Alguns dos estrangeiros que gravaram em português também contaram com a preciosa colaboração de António José na adaptação dos seus temas. São os casos de Adamo, Juan Manuel Serrat ou Julio Iglesias.
As suas letras foram gravadas por nomes como Amália, Duo Ouro Negro ou Tony de Matos. Foi o autor de serviço aos grandes sucessos de Marco Paulo.
Foi o autor das marchas vencedoras na Grande Marcha de Lisboa entre 1994 e 1997 taís como "Lisboa de Ver o Mar" de Ferrer Trindade e "Lisboa de Pé no Chão" de Jorge Costa Pinto.
Durante muitos anos trabalhou ao balcão da Grande Feira do Disco, em Lisboa.
Morreu a 20 de dezembro de 2003 em Lisboa.

## Maiores sucessos
- Procuro e Não Te Encontro[3] - Nóbrega e Sousa - Tony de Matos, Alberto Mário, Alice Amaro, Ricardo Ribeiro, Marly Gonçalves, Alice Amaro
- Nasci Contra o Vento - Nóbrega e Sousa - António Calvário, Simone de Oliveira, Trio Odemira, Andrea Tosi, Sexteto Vocal Masculino, Eduardo Jaime, Xico Jorge
- Agora ou Nunca - Nóbrega e Sousa - Paulo Alexandre
- Eu Tenho dois Amores - G. Hatzinassisos - Marco Paulo
- De Cá para Lá - Nóbrega e Sousa - Maria Clara, António Calvário
- A Bia da Mouraria - Nóbrega e Sousa - Maria Armanda, Maria Amélia Proença, Maria Fernanda Pinto, Flora Maria
- Porta Secreta - Carlos Canelhas - Artur Garcia
- Rua Sem Luz - Nóbrega e Sousa - Maria de Fátima Bravo, Trio Odemira, Anita Guerreiro, Artur Garcia
- Sombras da Madrugada[1] - Ferrer Trindade - António Rocha, Lenita Gentil, Maria Armanda, Paulo Jorge, Luísa Soares, Carlos José (terceiro lugar no Festival da Canção da Figueira da Foz de 1969)[4]

Prémios
Venceu o primeiro prémio, em diferentes edições do Festival da Canção da Figueira da Foz; o segundo prémio no último Festival Internacional do Atlântico com a canção "Cada Qual", novamente com Nóbrega e Sousa, interpretada por Artur Garcia; o terceiro prémio no Festival da Canção do Douro (Porto), o segundo, o terceiro prémio e, o do Turismo, no Festival da Costa Verde, em Espinho; o primeiro e segundo prémio do Festival da Canção de Lisboa; o Grande Prémio das Marchas Populares de Lisboa de 1994 (parceria com Lídia Lurdes Costa) e o de 1997 (parceria com o Maestro Jorge Costa Pinto); escreveu Marchas Populares para quase todos os Bairros Lisboetas.